# Băile Govora
Băile Govora è una città della Romania di 2 920 abitanti, ubicata nel distretto di Vâlcea, nella regione storica dell'Oltenia. 
Fanno parte dell'area amministrativa anche le località di Curăturile, Gătejeşti e Prajila.
Il più noto monumento della città è il Monastero di Govora, risalente al XV secolo e successivamente ampliato e consolidato ad opera prima di Matei Basarab e poi da Constantin Brâncoveanu. Nel monastero lo stesso Matei Basarab fece installare la prima tipografia della Valacchia nella quale, nel 1640, venne stampato il cosiddetto Pravila de la Govora, il primo codice scritto di leggi della Romania.
Un altro interessante monumento della zona è il cosiddetto Monastero "Dintr-un lemn", chiesa lignea costruita tra la fine del XVI e l'inizio del XVII secolo.
Oggi Băile Govora è divenuta un'importante meta turistica, grazie soprattutto alle sue acque termali, adatte soprattutto alla cura dei reumatismi e delle affezioni dell'apparato respiratorio.